# Wiggensbach
Wiggensbach là một đô thị ở Oberallgäu bang Bayern thuộc nước Đức.